# Mirtha Patiño
Mirtha Adriana Raquel Patiño Carrillo (Lima, 1 de marzo de 1951-Lima, 2 de diciembre de 2019) fue una cantante, actriz, presentadora de televisión y profesora de educación preescolar peruana. Fue pionera en la presentación de programas infantiles en el país.

## Biografía
Mirtha Patiño nació en la ciudad de Lima el 1 de marzo de 1951, siendo hija del reconocido poeta Eduardo Patiño Barrios y de Judith Carrillo.
Se crio en el distrito de Barranco. Desde joven se interesó por la música: junto con un grupo de amigos formó un grupo de música criolla conocido como “El Dúo de Oro”, donde conoció a Mario Manuel Sánchez Mercado quien posteriormente fue su esposo.
Paralelamente esto daría paso a presentaciones en peñas y locales de música criolla, por lo que rápidamente se harían conocidos al dar comienzo a sus actuaciones televisivas.

## Carrera
A mediados de 1970, comenzaría su carrera en televisión, siendo observada por el productor Héctor Cavagna, que le vio condiciones para ser la presentadora de un programa de corte infantil, ya que era cantante y maestra de educación preescolar.
Su debut televisivo se dio en el programa Cataplín-Cataplán, de la cadena América Televisión, lo que la posicionara como una de las favoritas de los niños.
En 1974, formaría parte de Panamericana Televisión con el programa En esta parte del camino.
Desde 1975, el espacio que la catapultó ante el público sería el recordado programa Villa Juguete, la alegría de ser niño. Se emitía por Panamericana, de lunes a viernes, de 16:30 a 18:00. Mirtha llevó grandes éxitos musicales internacionales a los niños peruanos. Los más recordados son «El calendario (El conejo Chuchús)» y «Mi familia», del mexicano Cri-Cri; «Babina, Babina», del grupo infantil español Los Cinco Musicales, y «El carro de mi tío».
Jardilín fue un espacio dedicado a los pequeños de la casa en formación escolar, desde 1981 hasta 1983, vía Panamericana Televisión, otro gran acierto de Mirtha.
Tras un breve descanso, reaparecería en TV Perú con Chiquiticosas, acompañada del loro Lorenzo, programa infantil con canciones y juegos, donde los niños mostraban su talento en canto, baile y actuación. Se transmitía entre semana, de 16:00 a 17:00.
A inicios de la primera década del siglo XXI, retornaría a la televisión, pero en otra faceta: en la actuación. En la telenovela María Rosa, búscame una esposa, además participó en la miniserie del famoso presentador Augusto Ferrando.
En el ámbito político, Mirtha Patiño participó sin éxito en las elecciones municipales del año 1995 como candidata a regidora de la Municipalidad del distrito de Barranco por Cambio 90 - Nueva Mayoría, alianza electoral del gobierno de Alberto Fujimori.
Participó en la exitosa serie Al fondo hay sitio con el divertido personaje de Carmela. También formaría parte de la serie De vuelta al barrio.

## Fallecimiento
El 2 de diciembre del 2019, Mirtha Patiño falleció a los 68 años tras batallar contra un cáncer de hígado. Sus restos fueron sepultados en el Cementerio Jardines de la Paz del distrito de Lurín y fue despedida por diversas personalidades, entre ellas su hijo Rodrigo Sánchez Patiño y Yola Polastri, otrora animadora infantil.

## Televisión

### Programas
- Cataplín-Cataplán (América, 1973)
- En esta parte del camino (Panamericana, 1974)
- Villa Juguete (Panamericana, 1975-1980)
- Jardilín (Panamericana, 1981-1983)
- Chiquiticosas (TV Perú, 1986-1992)

### Telenovelas y series
- María Rosa, búscame una esposa
- Ferrando, de pura sangre
- Al fondo hay sitio
- De vuelta al barrio